# أوبن دي سويد فارجاردا - سباق الطريق 2022
أوبن دي سويد فارجاردا - سباق الطريق 2022 هو سباق دراجات هوائية، وهو الموسم الخامس عشر من أوبن دي سويد فارجاردا - سباق الطريق، وأقيم في 7 أغسطس 2022 ضمن سباقات طواف العالم للدراجات للسيدات 2022، وشارك فيه  84 متسابقاً ووصل إلى نهايته  72 متسابقاً.
فاز بالمركز الأول أودري كوردون، وبالمركز الثاني فايفر جورجي، وبالمركز الثالث Valerie Demey ‏.

## الفرق
| فرق سيدات عالمية (10)- Liv AlUla Jayco ‏ - كانيون–إس آر إيه إم ريسينغ 2022 ‏ - FDJ–Suez ‏ - جامبو فيسما للسيدات 2022 ‏ - ليف ريسينغ 2022 ‏ - موفيستار للسيدات 2022 ‏ - فريق رولان كوجياس إديلويس 2022 ‏ - فريق سنويب للسيدات 2022 ‏ - إس دي وركس 2022 ‏ - Lidl–Trek (women's team) ‏ فرق دراجات قارية سيدات (4)- Ceratizit Pro Cycling ‏ - كوب هايتك بوردكتس 2022 ‏ - باركهوتل فالكنبورغ 2022 ‏ - فالكار ترافل سيرفس 2022 ‏ فريق وطني- فريق السويد لركوب الدراجات للسيدات 2022‏ |  |
| |  |

## المشاركون
| كانيون–إس آر إيه إم ‏ CSR | كانيون–إس آر إيه إم ‏ CSR | كانيون–إس آر إيه إم ‏ CSR |
| ------------------------ | ------------------------ | ------------------------ |
| م                        | عداء                     | مرتبة                    |
| 11                       | Shari Bossuyt ‏           | 10                       |
| 12                       | Neve Bradbury ‏           | 59                       |
| 13                       | Maud Oudeman ‏            | 66                       |
| 14                       | ألينا أمياليوسيك         | 58                       |
| 15                       | Pauliena Rooijakkers ‏    | 41                       |

| FDJ–Suez ‏ FSF | FDJ–Suez ‏ FSF      | FDJ–Suez ‏ FSF |
| ------------- | ------------------ | ------------- |
| م             | عداء               | مرتبة         |
| 21            | Stine Borgli ‏      | 55            |
| 22            | أوجيني دوفال       | 27            |
| 23            | إميليا فهلين       | 9             |
| 24            | Maëlle Grossetête ‏ | 37            |
| 25            | Vittoria Guazzini ‏ | 32            |
| 26            | جادي فيل           | 56            |

| ليف ريسينغ ‏ LIV | ليف ريسينغ ‏ LIV          | ليف ريسينغ ‏ LIV |
| --------------- | ------------------------ | --------------- |
| م               | عداء                     | مرتبة           |
| 31              | Tereza Neumanová ‏ (طريق) | 8               |
| 32              | Marta Jaskulska ‏         | 34              |
| 33              | Quinty Ton ‏              | 23              |
| 34              | Katia Ragusa ‏            | 35              |
| 35              | Valerie Demey ‏           | 3               |
| 36              | Jeanne Korevaar ‏         | 29              |

| موفيستار للسيدات ‏ MOV | موفيستار للسيدات ‏ MOV         | موفيستار للسيدات ‏ MOV |
| --------------------- | ----------------------------- | --------------------- |
| م                     | عداء                          | مرتبة                 |
| 41                    | Jelena Erić (cyclist) ‏ (طريق) | 33                    |
| 42                    | أليسيا غونزاليس بلانكو        | 17                    |
| 43                    | باربرا جوارشي                 | 5                     |
| 44                    | سارا مارتين                   | 51                    |
| 45                    | Lourdes Oyarbide ‏             | 54                    |
| 46                    | غلوريا رودريغيز               | لم يكمل السباق        |

| فريق كوجياس ميتلر لوك برو للدراجات ‏ CGS | فريق كوجياس ميتلر لوك برو للدراجات ‏ CGS | فريق كوجياس ميتلر لوك برو للدراجات ‏ CGS |
| --------------------------------------- | --------------------------------------- | --------------------------------------- |
| م                                       | عداء                                    | مرتبة                                   |
| 51                                      | تمارا بالابولينا ‏ (طريق)                | 6                                       |
| 52                                      | GER                                     | 64                                      |
| 53                                      | SUI                                     | لم يكمل السباق                          |
| 54                                      | SUI                                     | لم يكمل السباق                          |

| Liv AlUla Jayco ‏ BEX | Liv AlUla Jayco ‏ BEX | Liv AlUla Jayco ‏ BEX |
| -------------------- | -------------------- | -------------------- |
| م                    | عداء                 | مرتبة                |
| 61                   | Urška Žigart ‏        | 60                   |
| 62                   | Arianna Fidanza ‏     | 12                   |
| 63                   | نينا كيسلر           | 16                   |
| 64                   | جيسيكا ألين          | 36                   |
| 65                   | Chelsie Tan‏          | 61                   |

| فريق سنويب للسيدات ‏ DSM | فريق سنويب للسيدات ‏ DSM | فريق سنويب للسيدات ‏ DSM |
| ----------------------- | ----------------------- | ----------------------- |
| م                       | عداء                    | مرتبة                   |
| 71                      | Francesca Barale ‏       | 62                      |
| 72                      | فايفر جورجي             | 2                       |
| 73                      | فلورتجي ماكايج          | 11                      |
| 74                      | Esmée Peperkamp ‏        | 50                      |
| 75                      | لورينا ويبيس            | 4                       |
| 76                      | NED                     | 44                      |

| جامبو فيسما للسيدات ‏ TJV | جامبو فيسما للسيدات ‏ TJV | جامبو فيسما للسيدات ‏ TJV |
| ------------------------ | ------------------------ | ------------------------ |
| م                        | عداء                     | مرتبة                    |
| 81                       | ماريان فوس               | مستبعد                   |
| 82                       | رومي كاسبر               | 30                       |
| 83                       | Karlijn Swinkels ‏        | 14                       |
| 84                       | أنوسكا كوستر             | 22                       |
| 85                       | Linda Riedmann ‏          | 40                       |
| 86                       | Amber Kraak ‏             | 26                       |

| إس دي وركس ‏ SDW | إس دي وركس ‏ SDW             | إس دي وركس ‏ SDW |
| --------------- | --------------------------- | --------------- |
| م               | عداء                        | مرتبة           |
| 91              | Chantal van den Broek-Blaak | 57              |
| 92              | كريستين ماجروس (طريق)       | 42              |
| 93              | إيلينا سيتشيني              | لم يكمل السباق  |
| 94              | ديمي فوليرينغ               | 24              |
| 95              | Blanka Vas ‏ (طريق)          | 28              |

| Lidl–Trek (women's team) ‏ TFS | Lidl–Trek (women's team) ‏ TFS | Lidl–Trek (women's team) ‏ TFS |
| ----------------------------- | ----------------------------- | ----------------------------- |
| م                             | عداء                          | مرتبة                         |
| 101                           | Audrey Cordon-Ragot (طريق)    | 1                             |
| 102                           | Lauretta Hanson ‏              | لم يكمل السباق                |
| 103                           | كلو هوسكينغ                   | لم يكمل السباق                |
| 104                           | شيرين فان أنروي               | 21                            |
| 105                           | Ellen van Dijk (طريق)         | 25                            |
| 106                           | أمالي ديديريكسن               | لم يكمل السباق                |

| Ceratizit Pro Cycling ‏ WNT | Ceratizit Pro Cycling ‏ WNT | Ceratizit Pro Cycling ‏ WNT |
| -------------------------- | -------------------------- | -------------------------- |
| م                          | عداء                       | مرتبة                      |
| 111                        | حنا نيلسون                 | لم يكمل السباق             |
| 112                        | Lara Vieceli ‏              | 47                         |
| 113                        | Lea Lin Teutenberg ‏        | 18                         |
| 114                        | GER                        | لم يكمل السباق             |
| 115                        | GER                        | 65                         |
| 116                        | فرانزيسكا بروس             | لم يكمل السباق             |

| باركهوتل فالكنبورغ ‏ PHV | باركهوتل فالكنبورغ ‏ PHV | باركهوتل فالكنبورغ ‏ PHV |
| ----------------------- | ----------------------- | ----------------------- |
| م                       | عداء                    | مرتبة                   |
| 121                     | فيمكا ماركوس            | 39                      |
| 122                     | كيرستي فان هافتن        | 48                      |
| 123                     | Mischa Bredewold ‏       | 19                      |
| 124                     | Lieke Nooijen ‏          | 67                      |
| 125                     | Femke Gerritse ‏         | 38                      |
| 126                     | NED                     | 70                      |

| تيم كوب هايتك بوردكتس ‏ HPU | تيم كوب هايتك بوردكتس ‏ HPU | تيم كوب هايتك بوردكتس ‏ HPU |
| -------------------------- | -------------------------- | -------------------------- |
| م                          | عداء                       | مرتبة                      |
| 131                        | Lena Soland‏                | لم يكمل السباق             |
| 132                        | NOR                        | 71                         |
| 133                        | Caroline Andersson ‏        | 49                         |
| 134                        | Sylvie Swinkels ‏           | 46                         |
| 135                        | Nicole Steigenga ‏          | 7                          |
| 136                        | Emma Boogaard ‏             | 72                         |

| فالكار سيلانس ‏ VAL | فالكار سيلانس ‏ VAL          | فالكار سيلانس ‏ VAL |
| ------------------ | --------------------------- | ------------------ |
| م                  | عداء                        | مرتبة              |
| 141                | Elizabeth Stannard ‏         | 63                 |
| 142                | Karolina Kumięga ‏           | 15                 |
| 143                | Anastasia Carbonari ‏ (طريق) | 31                 |
| 144                | إيلينا بيروني               | 53                 |
| 145                | Federica Piergiovanni ‏      | 68                 |

| فريق السويد لركوب الدراجات للسيدات 2022‏ SWE | فريق السويد لركوب الدراجات للسيدات 2022‏ SWE | فريق السويد لركوب الدراجات للسيدات 2022‏ SWE |
| ------------------------------------------- | ------------------------------------------- | ------------------------------------------- |
| م                                           | عداء                                        | مرتبة                                       |
| 151                                         | Nathalie Eklund (cyclist) ‏                  | 20                                          |
| 152                                         | Matilda Frantzich ‏                          | 45                                          |
| 153                                         | Julia Borgström ‏                            | 13                                          |
| 154                                         | SWE                                         | 52                                          |
| 155                                         | Clara Lundmark ‏                             | 43                                          |
| 156                                         | Hanna Johansson (cyclist) ‏                  | 69                                          |

| كانيون–إس آر إيه إم ‏ CSR | كانيون–إس آر إيه إم ‏ CSR | كانيون–إس آر إيه إم ‏ CSR |
| ------------------------ | ------------------------ | ------------------------ |
| م                        | عداء                     | مرتبة                    |
| 11                       | Shari Bossuyt ‏           | 10                       |
| 12                       | Neve Bradbury ‏           | 59                       |
| 13                       | Maud Oudeman ‏            | 66                       |
| 14                       | ألينا أمياليوسيك         | 58                       |
| 15                       | Pauliena Rooijakkers ‏    | 41                       |

| FDJ–Suez ‏ FSF | FDJ–Suez ‏ FSF      | FDJ–Suez ‏ FSF |
| ------------- | ------------------ | ------------- |
| م             | عداء               | مرتبة         |
| 21            | Stine Borgli ‏      | 55            |
| 22            | أوجيني دوفال       | 27            |
| 23            | إميليا فهلين       | 9             |
| 24            | Maëlle Grossetête ‏ | 37            |
| 25            | Vittoria Guazzini ‏ | 32            |
| 26            | جادي فيل           | 56            |

| ليف ريسينغ ‏ LIV | ليف ريسينغ ‏ LIV          | ليف ريسينغ ‏ LIV |
| --------------- | ------------------------ | --------------- |
| م               | عداء                     | مرتبة           |
| 31              | Tereza Neumanová ‏ (طريق) | 8               |
| 32              | Marta Jaskulska ‏         | 34              |
| 33              | Quinty Ton ‏              | 23              |
| 34              | Katia Ragusa ‏            | 35              |
| 35              | Valerie Demey ‏           | 3               |
| 36              | Jeanne Korevaar ‏         | 29              |

| موفيستار للسيدات ‏ MOV | موفيستار للسيدات ‏ MOV         | موفيستار للسيدات ‏ MOV |
| --------------------- | ----------------------------- | --------------------- |
| م                     | عداء                          | مرتبة                 |
| 41                    | Jelena Erić (cyclist) ‏ (طريق) | 33                    |
| 42                    | أليسيا غونزاليس بلانكو        | 17                    |
| 43                    | باربرا جوارشي                 | 5                     |
| 44                    | سارا مارتين                   | 51                    |
| 45                    | Lourdes Oyarbide ‏             | 54                    |
| 46                    | غلوريا رودريغيز               | لم يكمل السباق        |

| فريق كوجياس ميتلر لوك برو للدراجات ‏ CGS | فريق كوجياس ميتلر لوك برو للدراجات ‏ CGS | فريق كوجياس ميتلر لوك برو للدراجات ‏ CGS |
| --------------------------------------- | --------------------------------------- | --------------------------------------- |
| م                                       | عداء                                    | مرتبة                                   |
| 51                                      | تمارا بالابولينا ‏ (طريق)                | 6                                       |
| 52                                      | GER                                     | 64                                      |
| 53                                      | SUI                                     | لم يكمل السباق                          |
| 54                                      | SUI                                     | لم يكمل السباق                          |

| Liv AlUla Jayco ‏ BEX | Liv AlUla Jayco ‏ BEX | Liv AlUla Jayco ‏ BEX |
| -------------------- | -------------------- | -------------------- |
| م                    | عداء                 | مرتبة                |
| 61                   | Urška Žigart ‏        | 60                   |
| 62                   | Arianna Fidanza ‏     | 12                   |
| 63                   | نينا كيسلر           | 16                   |
| 64                   | جيسيكا ألين          | 36                   |
| 65                   | Chelsie Tan‏          | 61                   |

| فريق سنويب للسيدات ‏ DSM | فريق سنويب للسيدات ‏ DSM | فريق سنويب للسيدات ‏ DSM |
| ----------------------- | ----------------------- | ----------------------- |
| م                       | عداء                    | مرتبة                   |
| 71                      | Francesca Barale ‏       | 62                      |
| 72                      | فايفر جورجي             | 2                       |
| 73                      | فلورتجي ماكايج          | 11                      |
| 74                      | Esmée Peperkamp ‏        | 50                      |
| 75                      | لورينا ويبيس            | 4                       |
| 76                      | NED                     | 44                      |

| جامبو فيسما للسيدات ‏ TJV | جامبو فيسما للسيدات ‏ TJV | جامبو فيسما للسيدات ‏ TJV |
| ------------------------ | ------------------------ | ------------------------ |
| م                        | عداء                     | مرتبة                    |
| 81                       | ماريان فوس               | مستبعد                   |
| 82                       | رومي كاسبر               | 30                       |
| 83                       | Karlijn Swinkels ‏        | 14                       |
| 84                       | أنوسكا كوستر             | 22                       |
| 85                       | Linda Riedmann ‏          | 40                       |
| 86                       | Amber Kraak ‏             | 26                       |

| إس دي وركس ‏ SDW | إس دي وركس ‏ SDW             | إس دي وركس ‏ SDW |
| --------------- | --------------------------- | --------------- |
| م               | عداء                        | مرتبة           |
| 91              | Chantal van den Broek-Blaak | 57              |
| 92              | كريستين ماجروس (طريق)       | 42              |
| 93              | إيلينا سيتشيني              | لم يكمل السباق  |
| 94              | ديمي فوليرينغ               | 24              |
| 95              | Blanka Vas ‏ (طريق)          | 28              |

| Lidl–Trek (women's team) ‏ TFS | Lidl–Trek (women's team) ‏ TFS | Lidl–Trek (women's team) ‏ TFS |
| ----------------------------- | ----------------------------- | ----------------------------- |
| م                             | عداء                          | مرتبة                         |
| 101                           | Audrey Cordon-Ragot (طريق)    | 1                             |
| 102                           | Lauretta Hanson ‏              | لم يكمل السباق                |
| 103                           | كلو هوسكينغ                   | لم يكمل السباق                |
| 104                           | شيرين فان أنروي               | 21                            |
| 105                           | Ellen van Dijk (طريق)         | 25                            |
| 106                           | أمالي ديديريكسن               | لم يكمل السباق                |

| Ceratizit Pro Cycling ‏ WNT | Ceratizit Pro Cycling ‏ WNT | Ceratizit Pro Cycling ‏ WNT |
| -------------------------- | -------------------------- | -------------------------- |
| م                          | عداء                       | مرتبة                      |
| 111                        | حنا نيلسون                 | لم يكمل السباق             |
| 112                        | Lara Vieceli ‏              | 47                         |
| 113                        | Lea Lin Teutenberg ‏        | 18                         |
| 114                        | GER                        | لم يكمل السباق             |
| 115                        | GER                        | 65                         |
| 116                        | فرانزيسكا بروس             | لم يكمل السباق             |

| باركهوتل فالكنبورغ ‏ PHV | باركهوتل فالكنبورغ ‏ PHV | باركهوتل فالكنبورغ ‏ PHV |
| ----------------------- | ----------------------- | ----------------------- |
| م                       | عداء                    | مرتبة                   |
| 121                     | فيمكا ماركوس            | 39                      |
| 122                     | كيرستي فان هافتن        | 48                      |
| 123                     | Mischa Bredewold ‏       | 19                      |
| 124                     | Lieke Nooijen ‏          | 67                      |
| 125                     | Femke Gerritse ‏         | 38                      |
| 126                     | NED                     | 70                      |

| تيم كوب هايتك بوردكتس ‏ HPU | تيم كوب هايتك بوردكتس ‏ HPU | تيم كوب هايتك بوردكتس ‏ HPU |
| -------------------------- | -------------------------- | -------------------------- |
| م                          | عداء                       | مرتبة                      |
| 131                        | Lena Soland‏                | لم يكمل السباق             |
| 132                        | NOR                        | 71                         |
| 133                        | Caroline Andersson ‏        | 49                         |
| 134                        | Sylvie Swinkels ‏           | 46                         |
| 135                        | Nicole Steigenga ‏          | 7                          |
| 136                        | Emma Boogaard ‏             | 72                         |

| فالكار سيلانس ‏ VAL | فالكار سيلانس ‏ VAL          | فالكار سيلانس ‏ VAL |
| ------------------ | --------------------------- | ------------------ |
| م                  | عداء                        | مرتبة              |
| 141                | Elizabeth Stannard ‏         | 63                 |
| 142                | Karolina Kumięga ‏           | 15                 |
| 143                | Anastasia Carbonari ‏ (طريق) | 31                 |
| 144                | إيلينا بيروني               | 53                 |
| 145                | Federica Piergiovanni ‏      | 68                 |

| فريق السويد لركوب الدراجات للسيدات 2022‏ SWE | فريق السويد لركوب الدراجات للسيدات 2022‏ SWE | فريق السويد لركوب الدراجات للسيدات 2022‏ SWE |
| ------------------------------------------- | ------------------------------------------- | ------------------------------------------- |
| م                                           | عداء                                        | مرتبة                                       |
| 151                                         | Nathalie Eklund (cyclist) ‏                  | 20                                          |
| 152                                         | Matilda Frantzich ‏                          | 45                                          |
| 153                                         | Julia Borgström ‏                            | 13                                          |
| 154                                         | SWE                                         | 52                                          |
| 155                                         | Clara Lundmark ‏                             | 43                                          |
| 156                                         | Hanna Johansson (cyclist) ‏                  | 69                                          |

## التصنيف العام النهائي
| التصنيف العام | التصنيف العام       | التصنيف العام                       | التصنيف العام | التصنيف العام |
| المتسابقة     | المتسابقة           | الفريق                              | الوقت         |               |
| ------------- | ------------------- | ----------------------------------- | ------------- | ------------- |
| 1             | Audrey Cordon-Ragot | Lidl–Trek (women's team) ‏           | 3 س 10 د 47 ث |               |
| 2             | فايفر جورجي         | فريق سنويب للسيدات ‏                 | + 0 ث         |               |
| 3             | Valerie Demey ‏      | ليف ريسينغ ‏                         | + 6 ث         |               |
| 4             | لورينا ويبيس        | فريق سنويب للسيدات ‏                 | + 10 ث        |               |
| 5             | باربرا جوارشي       | موفيستار للسيدات ‏                   | + 12 ث        |               |
| 6             | تمارا بالابولينا ‏   | فريق كوجياس ميتلر لوك برو للدراجات ‏ | + 12 ث        |               |
| 7             | Nicole Steigenga ‏   | تيم كوب هايتك بوردكتس ‏              | + 12 ث        |               |
| 8             | Tereza Neumanová ‏   | ليف ريسينغ ‏                         | + 12 ث        |               |
| 9             | إميليا فهلين        | FDJ–Suez ‏                           | + 12 ث        |               |
| 10            | Shari Bossuyt ‏      | كانيون–إس آر إيه إم ‏                | + 12 ث        |               |
|               |                     |                                     |               |               |
|               |                     |                                     |               |               |

### تصنيف النقاط
| تصنيف النقاط | تصنيف النقاط         | تصنيف النقاط              | تصنيف النقاط | تصنيف النقاط |
| المتسابقة    | المتسابقة            | الفريق                    | النقاط       |              |
| ------------ | -------------------- | ------------------------- | ------------ | ------------ |
| 1            | أنيميك فان فليوتن    | موفيستار للسيدات ‏         | 2743 نقطة    |              |
| 2            | ديمي فوليرينغ        | إس دي وركس ‏               | 2540 نقطة    |              |
| 3            | إليسا بالسامو        | Lidl–Trek (women's team) ‏ | 2325 نقطة    |              |
| 4            | لوت كوبيكي           | إس دي وركس ‏               | 2293 نقطة    |              |
| 5            | لورينا ويبيس         | فريق سنويب للسيدات ‏       | 2064 نقطة    |              |
| 6            | إليسا ونغو بورغيني   | Lidl–Trek (women's team) ‏ | 1986 نقطة    |              |
| 7            | مارتا كافالي         | FDJ–Suez ‏                 | 1902 نقطة    |              |
| 8            | Katarzyna Niewiadoma | كانيون–إس آر إيه إم ‏      | 1444 نقطة    |              |
| 9            | جولييت لابوس         | فريق سنويب للسيدات ‏       | 1267 نقطة    |              |
| 10           | Silvia Persico ‏      | فالكار سيلانس ‏            | 1205 نقطة    |              |
|              |                      |                           |              |              |
|              |                      |                           |              |              |

## تصنيف الفرق

### الفرق حسب النقاط
| ترتيب الفرق حسب النقاط | ترتيب الفرق حسب النقاط    | ترتيب الفرق حسب النقاط | ترتيب الفرق حسب النقاط |
| الفريق                 | الفريق                    | النقاط                 |                        |
| ---------------------- | ------------------------- | ---------------------- | ---------------------- |
| 1                      | إس دي وركس ‏               | 9581 نقطة              |                        |
| 2                      | Lidl–Trek (women's team) ‏ | 7514 نقطة              |                        |
| 3                      | FDJ–Suez ‏                 | 6442 نقطة              |                        |
| 4                      | Team DSM                  | 6370 نقطة              |                        |
| 5                      | موفيستار للسيدات 2022 ‏    | 5136 نقطة              |                        |
| 6                      | كانيون–إس آر إيه إم ‏      | 4983 نقطة              |                        |
| 7                      | جامبو فيسما للسيدات 2022 ‏ | 3315 نقطة              |                        |
| 8                      | يو أي أيه تيم 2022 ‏       | 2921 نقطة              |                        |
| 9                      | فالكار ترافل سيرفس 2022 ‏  | 2588 نقطة              |                        |
| 10                     | Liv AlUla Jayco ‏          | 2083 نقطة              |                        |
|                        |                           |                        |                        |
|                        |                           |                        |                        |

## تصانيف فرعية

### تصنيف أفضل شاب
| تصنيف أفضل شابة | تصنيف أفضل شابة     | تصنيف أفضل شابة                          | تصنيف أفضل شابة | تصنيف أفضل شابة |
| المتسابقة       | المتسابقة           | الفريق                                   | الوقت           |                 |
| --------------- | ------------------- | ---------------------------------------- | --------------- | --------------- |
| 1               | شيرين فان أنروي     | Lidl–Trek (women's team) ‏                |                 |                 |
| 2               | Niamh Fisher-Black ‏ | إس دي وركس ‏                              |                 |                 |
| 3               | فايفر جورجي         | فريق سنويب للسيدات ‏                      |                 |                 |
| 4               | Julia Borgström ‏    | فريق السويد لركوب الدراجات للسيدات 2022 ‏ |                 |                 |
| 5               | Mischa Bredewold ‏   | باركهوتل فالكنبورغ ‏                      |                 |                 |
| 6               | Shari Bossuyt ‏      | كانيون–إس آر إيه إم ‏                     |                 |                 |
| 7               | Anna Shackley ‏      | إس دي وركس ‏                              |                 |                 |
| 8               | النرويج             | تيم كوب هايتك بوردكتس ‏                   |                 |                 |
| 9               | Lonneke Uneken ‏     | إس دي وركس ‏                              |                 |                 |
| 10              | Blanka Vas ‏         | إس دي وركس ‏                              |                 |                 |
|                 |                     |                                          |                 |                 |
|                 |                     |                                          |                 |                 |

## وصلات خارجية
- الموقع الرسمي